# Roker Park
A Roker Park egy labdarúgó-stadion volt Sunderlandben, Angliában, ami a Sunderland AFC otthona volt 1898 és 1997 között. Az 1966-os labdarúgó-világbajnokság egyik helyszíneként szolgált. Befogadóképessége 22 500 fő számára volt elegendő.

## Története
A Roker Parkot 1898. szeptember 10-én avatták fel egy Sunderland–Liverpool bajnoki találkozóval, amit több mint 38 000 néző előtt rendeztek. A látogatottsági rekord 75 118 néző volt 1933. március 8 -án, a Sunderland AFC és a Derby County FC FA-kupa mérkőzésén. A pályát 1952 decemberében látták el világítórendszerrel, így lehetővé vált az éjszakai mérkőzések megrendezése is. Az 1966-os világbajnokságon három csoportmérkőzésnek és egy negyeddöntőnek adott otthont a stadion. 1997-ben zárta be kapuit és egy évvel később lebontották. A Sunderland új otthona a Stadium of Light lett.

## Események

### 1966-os világbajnokság
| Dátum       | Időpont UTC+1 | Pályaválasztó | Eredmény | Vendég       | Forduló     | Nézők |
| ----------- | ------------- | ------------- | -------- | ------------ | ----------- | ----- |
| 1966.07.13. | 19.30         | Olaszország   | 2–0      | Chile        | 4. csoport  | 27199 |
| 1966.07.16. | 15.00         | Szovjetunió   | 1–0      | Olaszország  | 4. csoport  | 27793 |
| 1966.07.20. | 19.30         | Szovjetunió   | 2–1      | Chile        | 4. csoport  | 16027 |
| 1966.07.23. | 15.00         | Szovjetunió   | 2–1      | Magyarország | Negyeddöntő | 26844 |